# Pleisthenés
Pleisthenés (latinsky Pleisthenes) byl v řecké mytologii synem mykénského krále Átrea, Pelopova syna.
Svůj krátký život prožil v Mykénách. Jako malého chlapce ho odtud unesl Átreův bratr Thyestés, když prchal do ciziny po nezdařeném pokusu o převzetí vlády. Chlapce potom vychovával k nenávisti k vlastnímu otci.
Když Pleisthenés dospěl, poslali ho do Mykén zavraždit svého otce. Átreus však byl rychlý a mladíka probodl. Až poté zjistil, že vlastně zabil svého syna. To rozpoutalo další řadu vražd. Átreus zabil dva Thyestovy syny Pleisthena a Tantala a předložil mu je k jídlu na proslulých „Thyestových hodech“.
Ani to však zdaleka nebyl konec, Thyestův syn Aigisthos zavraždil Átrea a později Átreův syn Agamemnón zavraždil Thyesta.
Když byl Agamemnón jako mykénský král a vrchní velitel achajských vojsk v trojské válce, Aigisthos svedl jeho manželku Klytaimnéstru. Po návratu z války pak na oslavné hostině nechal Aigisthos Agamemnóna ničemně zavraždit a prohlásil se sám za mykénského krále.